# Pol Izquierdo Ramon
Pol Izquierdo Ramon   (Barcelona, 28 de juliol de 1971) és un periodista, guionista i director de sèries televisives català. Casat amb Eva Varas Rivas (periodista de TV3) i és pare d’un fill i una filla, Guim Izquierdo i Àlex Izquierdo.
Va estudiar a l'Escola Garbí.
L'any 1996 va entrar a treballar als Serveis Informatius de Televisió de Catalunya fins a l'any 1999, en aquesta etapa va firmar alguns reportatges per al programa 30 minuts (Créixer a Euskadi, Tor, la muntanya maleïda, Diari desprès del foc), durant dos anys va treballar a la cadena CNN+, a Madrid, i l'any 2000 va entrar a treballar al  departament de nous formats de TV3. Per a aquesta darrera cadena, ha realitzat bé com a guionista o director: El talp, Veterinaris, Bèsties, Caçadors de bolets, En camp contrari, La classe del Barça, Sense tele, La meva El cim, El paisatge favorit de Catalunya, No serà fàcil, Emergències, Aeroport, Tarda oberta, Trenkin tòpics, Crims (Helena Jubany), l’Au pair, Òpera prima, Històries de la primària, Històries de l'escola.

## Filmografia

### Director
| Any       | Títol              | Notes       |
| --------- | ------------------ | ----------- |
| 2010-2011 | Caçadors de bolets | 14 episodis |
| 2011-2012 | Veterinaris        | 28 episodis |
| 2013      | La meva            | 24 episodis |
| 2015      | No serà fàcil      | 13 episodis |
| 2016      | Emergències        | 13 episodis |
| 2017      | Aeroport           | 13 episodis |

### Guionista
| Any       | Títol                            | Notes       |
| --------- | -------------------------------- | ----------- |
| 2003      | El talp                          |             |
| 2007      | Sense tele                       | 1 episodi   |
| 2008      | Caçadors de paraules             | 2 episodis  |
| 2009      | El paisatge favorit de Catalunya |             |
| 2010-2011 | Caçadors de bolets               | 17 episodis |
| 2011-2014 | Veterinaris                      | 28 episodis |
| 2013      | La meva                          | 22 episodis |
| 2015      | No serà fàcil                    | 13 episodis |
| 2016      | Emergències                      | 13 episodis |
| 2017      | Aeroport                         | 1 episodi   |

### Ell mateix
| Any       | Títol                 | Notes        |
| --------- | --------------------- | ------------ |
| 2001-2002 | Cinema 3              | 6 episodis   |
| 2003      | El talp               |              |
| 2004      | Bèsties               |              |
| 2004      | Campanades 2004       |              |
| 2007      | El club               | 1 episodi    |
| 2007      | Sense tele            | 4 episodis   |
| 2008      | TeleMonegal           | 1 episodi    |
| 2007-2011 | Tvist                 | 3 episodis   |
| 2010-2011 | Caçadors de bolets    | 17 episodis  |
| 2011      | Polònia               | 1 episodi    |
| 2012      | Marató per la pobresa |              |
| 2011-2015 | Veterinaris           | 66 episodis  |
| 2013      | La meva               | 1 episodi    |
| 2016-2017 | Divendres             | 2 programes  |
| 2017-2018 | Tarda oberta          | 61 programes |